# Saint-Pierre-des-Tripiers
Saint-Pierre-des-Tripiers település Franciaországban, Lozère megyében. Lakosainak száma 96 fő (2022. január 1.). Saint-Pierre-des-Tripiers Mostuéjouls, Peyreleau, Veyreau, Hures-la-Parade, Le Rozier és Massegros Causses Gorges községekkel határos.

## Népesség
A település népessége az elmúlt években az alábbi módon változott:
| Lakosok száma | 80   | 69   | 63   | 76   | 78   | 80   | 88   | 90   | 91   | 96   |
|               | 1968 | 1982 | 1990 | 2006 | 2013 | 2015 | 2017 | 2019 | 2020 | 2022 |